# Wrabel
Stephen Wrabel, noto semplicemente come Wrabel (New York, 7 gennaio 1989), è un cantautore e paroliere statunitense.
Nel corso della sua carriera ha pubblicato 2 album e scritto musica per artisti come Backstreet Boys, Kesha, Adam Lambert, Will Young ed Ellie Goulding e duettato con interpreti come P!nk e la stessa Kesha.

## Biografia
Nato a New York e cresciuto in Texas, Wrabel si trasferisce successivamente a Los Angeles per perseguire la carriera musicale. A partire dal 2011 inizia la sua attività come autore, scrivendo per artisti come Stan Walker, Adam Lambert e Philip Philips. Nel 2012 firma un contratto discografico con Island Records. Seppur continuando nel frattempo a scrivere per artisti come Prince Royce e Will Young, nel giugno 2014 ottiene il suo primo successo commerciale come interprete collaborando col DJ Afrojack nel singolo Ten Feet Tall, che viene certificato oro in USA e ottiene diversi piazzamenti in classifica in giro per il mondo. Nello stesso anno pubblica l'EP Sideways.
Negli successivi, mentre continua contestualmente a scrivere musica per altri artisti, Wrabel firma un contratto con Epic Records e inizia per la prima volta nella sua carriera a pubblicare dei singoli come artista principale. Nel 2017 pubblica l'EP We Could Be Beautiful, per poi lasciare l'etichetta in favore di Big Gay Recordings e Nettwerk. In seguito ad una delle prime pubblicazioni con tali etichette, il singolo The Village, l'artista ottiene una forte attenzione mediatica per via di un video musicale che racconta la storia di un transessuale adolescente. Tale impegno sociale gli permette di ottenere una nomination ai GLAAD Media Awards 2017 nella categoria "Outstanding Music Artist". Sempre nel 2017 collabora con i DJ Kygo e Galantis nei rispettivi brani With You e Written in the Scars.
L'artista continua nel frattempo a comporre musica per altri, lavorando fra gli altri con i Backstreet Boys per il loro singolo Don't Go Breaking My Heart. Nel 2019 pubblica il suo terzo EP One of Those Happy People e il suo primo album live One Nite Only, oltre a duettare con la celebre cantante P!nk nel brano 90 Days dall'album Hurts 2B Human. Nel 2020 duetta con Kesha nel brano BFF dall'album High Road e pubblica l'EP acustico Piano, oltre a realizzare una seconda collaborazione con Kesha in Since I Was Young. Nel 2021 pubblica il suo primo album in studio These Words Are All for You, al quale fa seguito l'anno successivo una riedizione intitolata These Words Are All for You Too, la quale include la collaborazione con la cantante country Cam London.

## Discografia

### Album

#### Album in studio
- 2021 – These Words Are All for You

#### Album live
- 2019 – One Nite Only

### EP
- 2014 – Sideways
- 2017 – We Could Be Beautiful
- 2019 – One of Those Happy People
- 2020 – Piano

### Singoli
- 2016 – 11 Blocks
- 2017 – Bloodstain
- 2017 – It's You
- 2017 –The Village
- 2018 – First Winter
- 2019 – That's What I'd Do (Live)
- 2019 – I Want You (Live)
- 2019 – Woman (Live)
- 2019 –  Oh love (con Parlon James e Vincent)
- 2019 – I Want You
- 2019 – Love to Love U
- 2019 – The Real Thing
- 2019 – Magic
- 2019 – Flickers
- 2019 – Flying
- 2019 – Happy People
- 2019 – Too Close (feat. Louis The Child)
- 2019 – (It Wouldn't Be) Christmas Without You
- 2020 – Somebody New
- 2020 – Hurts Like Hell
- 2020 – Since I Was Young (con Kesha)
- 2020 – Big Love (con Klingande)
- 2021 – Good
- 2021 – Nothing But the Love
- 2021 – Back to Back (con Duncan Laurence)
- 2021 – London (da solista o con Cam)
- 2022 – Worst Kind of Hurt (con Laura Marano)

## Crediti come autore
| Anno | Titolo                        | Interprete                     |
| ---- | ----------------------------- | ------------------------------ |
| 2011 | Shine                         | Stan Walker                    |
| 2011 | Loud                          | Stan Walker                    |
| 2012 | Nirvana                       | Adam Lambert                   |
| 2012 | So Easy                       | Philip Philips                 |
| 2013 | Kiss Kiss                     | Prince Royce                   |
| 2015 | Crazy Ass Bitch               | Rozzi Crane                    |
| 2015 | Blue                          | Will Young                     |
| 2015 | Break                         | Katharine McPhee               |
| 2015 | Rose Gold                     | Pentatonix                     |
| 2015 | Devotion                      | Ellie Goulding                 |
| 2016 | In Our Bones                  | Against The Current            |
| 2016 | Cold                          | Citizen Four                   |
| 2016 | Everybody Knows               | Idina Menzel                   |
| 2016 | Tough                         | Goldroom                       |
| 2017 | You Know It's About You       | Magical Thinker                |
| 2017 | Crave                         | Dia Frampton                   |
| 2017 | Hey You                       | Lea Michele                    |
| 2017 | Run to You                    | Lea Michele                    |
| 2017 | Surround Me                   | Leon                           |
| 2017 | True Feelings                 | Galantis                       |
| 2017 | Written in the Scars          | Galantis                       |
| 2017 | Woman                         | Kesha                          |
| 2017 | Emotional                     | Kesha                          |
| 2017 | With You                      | Kygo                           |
| 2018 | Better Not                    | Louis the Child                |
| 2018 | Josua Tree                    | Rozzi                          |
| 2018 | Bad Together                  | Rozzi                          |
| 2018 | Baby                          | Bishop Briggs                  |
| 2018 |                               | Bishop Briggs                  |
| 2018 | LY4L                          | Katelyn Tarver                 |
| 2018 | Don't Go Breaking My Heart    | Backstreet Boys                |
| 2018 | Healing Hands                 | Conrad Sewell                  |
| 2018 | Still Good                    | DNCE                           |
| 2019 | Raising Hell                  | Kesha feat. Big Freedia        |
| 2019 | Rich, White, Straight Men     | Kesha                          |
| 2019 | Best Day                      | Kesha                          |
| 2019 | Flowers and Superpowers       | Wafia                          |
| 2019 | Hard Something                | Ruel                           |
| 2019 | Call the Police               | The Three of Us                |
| 2019 | For Months Now                | The Three of Us                |
| 2019 | Where We Started              | Bailey Bryan                   |
| 2019 | Strange                       | Celeste                        |
| 2019 | All the Feels                 | Fitz and the Tantrums          |
| 2019 | Bad Habit                     | Ben Platt                      |
| 2019 | Chateau                       | Backstreet Boys                |
| 2019 | Don't Let It Break Your Heart | Louis Tomlinson                |
| 2020 | Dream on Me                   | Ella Henderson e Roger Sanchez |
| 2020 | Kid Again On Christmas        | Tori Kelly                     |
| 2022 | 20 Minutes                    | Years & Years                  |
| 2022 | Muscle                        | Years & Years                  |